# بيل فينتر
بيل فينتر (بالإنجليزية: Bill Winter) هو لاعب كرة قدم أمريكية أمريكي، ولد في 9 يوليو 1943 في نيترو في الولايات المتحدة.